# کاکتوس سر مدوسا
کاکتوس سر مدوسا (نام علمی: Astrophytum caput-medusae) نام یک گونه از سرده اخترگیاه است.